# На тихия бряг
„На тихия бряг“ е български игрален филм от 1963 година на режисьора Генчо Генчев, по сценарий на Бурян Енчев. Оператор е Стоян Злъчкин. Музиката във филма е композирана от Атанас Бояджиев.

## Актьорски състав
- Борислава Кузманова – Дороти Ламберт
- Иван Касабов – Тинко Видев
- Любомир Павлов – Тед Смайлз
- Георги Черкелов – Мечев
- Иван Братанов – Кукловодът
- Тихомир Златев
- Христо Динев
- Маргарита Стефанова
- Динко Динев
- Герасим Младенов
- Димитър Спасов